# ساهيوال
ساهيوال هي مدينة، في باكستان، تقع في Sahiwal District ‏، بلغ عدد سكانها 247,706 نسمة.

## توأمة
لساهيوال اتفاقيات توأمة مع:
- روتشديل [4]

## أعلام
- عمران علي